# Apogonia sumbawana
Apogonia sumbawana är en skalbaggsart som beskrevs av Moser 1913. Apogonia sumbawana ingår i släktet Apogonia och familjen Melolonthidae. Inga underarter finns listade i Catalogue of Life.